# Alina Czarajewa
Alina Czarajewa (ros. Алина Чараева; ur. 27 maja 2002) – rosyjska tenisistka, finalistka juniorskiego French Open 2020 w grze pojedynczej i French Open 2019 w grze podwójnej dziewcząt.

## Kariera tenisowa
W rozgrywkach zawodowych zadebiutowała w listopadzie 2018 roku, biorąc udział w turnieju rangi ITF w Sant Cugat, gdzie przegrała w pierwszej rundzie. Na swoim koncie ma wygranych siedem turniejów w grze pojedynczej i sześć w grze podwójnej rangi ITF.
W 2019 roku była finalistką w rozgrywkach deblowych dziewcząt, w parze z Anastasiją Tichonową podczas French Open, przegrywając w finale z parą Chloe Beck i Emma Navarro ze Stanów Zjednoczonych.
W 2020 roku osiągnęła finał zawodów singlowych dziewcząt podczas French Open. W meczu mistrzowskim uległa Elsie Jacquemot 6:4, 4:6, 2:6.

## Finały turniejów ITF
| turnieje z pulą nagród 100 000 $ (W100)  |
| turnieje z pulą nagród 80 000 $ (W80)    |
| turnieje z pulą nagród 60 000 $ (W75)    |
| turnieje z pulą nagród 40 000 $ (W50)    |
| turnieje z pulą nagród 25/30 000 $ (W35) |
| turnieje z pulą nagród 15 000 $ (W15)    |
| turnieje z pulą nagród 10 000 $          |

### Gra pojedyncza 10 (7–3)
| Rezultat     |    | Data       | Turniej                   | ($)     | Naw.    | Przeciwniczka        | Wynik         |
| Zwyciężczyni | 1. | 11/11/2018 | Vinaròs                   | 15 000  | Ceglana | Júlia Payola         | 6:1, 6:2      |
| Finalistka   | 1. | 06/09/2020 | Marbella                  | 25 000  | Ceglana | Zheng Qinwen         | 6:4, 4:6, 4:6 |
| Zwyciężczyni | 2. | 26/09/2021 | Johannesburg              | 25 000  | Twarda  | Richèl Hogenkamp     | 2:0 krecz     |
| Zwyciężczyni | 3. | 05/11/2022 | Castellon                 | 15 000  | Ceglana | Natalia Siedliska    | 7:6(4), 6:3   |
| Zwyciężczyni | 4. | 20/11/2022 | Nules                     | 15 000  | Ceglana | Noelia Bouzo Zanotti | 6:4, 6:3      |
| Finalistka   | 2. | 08/10/2023 | Baza                      | 25 000  | Twarda  | Lea Bošković         | 3:6, 2:6      |
| Zwyciężczyni | 5. | 05/11/2023 | Monastyr                  | 25 000  | Twarda  | Marija Bondarienko   | 7:5, 6:3      |
| Zwyciężczyni | 6. | 18/12/2023 | Monastyr                  | 25 000  | Twarda  | Guiomar Maristany    | 6:2, 6:4      |
| Zwyciężczyni | 7. | 18/08/2024 | Ourense                   | 40 000  | Twarda  | Haruka Kaji          | 7:6(7), 6:1   |
| Finalistka   | 3. | 27/10/2024 | Les Franqueses del Vallès | 100 000 | Twarda  | Anastasija Zacharowa | 3:6, 1:6      |

### Gra podwójna 9 (6–3)
| Rezultat     |    | Data       | Turniej                   | ($)     | Naw.    | Partnerka              | Przeciwniczki                      | Wynik             |
| Zwyciężczyni | 1. | 22/09/2019 | Pula                      | 25 000  | Ceglana | Andrea Gámiz           | Eva Vedder Stéphanie Visscher      | 7:6(1), 6:3       |
| Zwyciężczyni | 2. | 05/09/2020 | Marbella                  | 25 000  | Ceglana | Oksana Sielechmietjewa | Miriam Bulgaru Victoria Muntean    | 6:3, 6:2          |
| Zwyciężczyni | 3. | 30/10/2020 | Castell-Platja d’Aro      | 15 000  | Ceglana | Oksana Sielechmietjewa | Alba Carrillo Marín Júlia Payola   | 5:7, 6:1, 10–5    |
| Zwyciężczyni | 4. | 17/07/2021 | Nur-Sułtan                | 60 000  | Twarda  | Marija Timofiejewa     | Jewgienija Lewaszowa Laura Pigossi | 7:6(5), 2:6, 10–6 |
| Zwyciężczyni | 5. | 02/03/2024 | Pretoria                  | 40 000  | Twarda  | Jekatierina Riejngold  | Isabella Kruger Zoë Kruger         | 6:0, 5:7, 10–3    |
| Finalistka   | 1. | 27/07/2024 | Horb am Neckar            | 25 000  | Ceglana | Yūki Naitō             | Aneta Kučmová Nika Radišić         | 4:6, 7:6(3), 2–10 |
| Finalistka   | 2. | 05/10/2024 | Baza                      | 25 000  | Twarda  | Nahia Berecoechea      | Tayisiya Morderger Yana Morderger  | 3:6, 6:7(1)       |
| Zwyciężczyni | 6. | 27/10/2024 | Les Franqueses del Vallès | 100 000 | Twarda  | Jekatierina Riejngold  | Mina Hodzic Caroline Werner        | 6:2, 7:6(2)       |
| Finalistka   | 3. | 28/03/2025 | Terrassa                  | 30 000  | Ceglana | Yasmine Mansouri       | Aneta Kučmová Caroline Werner      | 6:3, 1:6, 6–10    |

## Finały juniorskich turniejów wielkoszlemowych

### Gra pojedyncza (1)
| Końcowy wynik | Rok  | Turniej     | Nawierzchnia | Przeciwniczka  | Wynik finału  |
| Finalistka    | 2020 | French Open | Ceglana      | Elsa Jacquemot | 6:4, 4:6, 2:6 |

### Gra podwójna (1)
| Końcowy wynik | Rok  | Turniej     | Nawierzchnia | Partnerka            | Przeciwniczki           | Wynik finału |
| Finalistka    | 2019 | French Open | Ceglana      | Anastasija Tichonowa | Chloe Beck Emma Navarro | 1:6, 2:6     |